# Evolutionär robotik
Evolutionär robotik är ett forskningsfält och en metodologi inom robotiken som syftar till att skapa styrsystem, och ibland även morfologier, för robotar. Den är ett förkroppsligat tillvägagångssätt för artificiell intelligens (AI) där robotar skapas automatiskt baserat på darwinistiska principer för naturligt urval. Utformningen av en robot, eller ett undersystem av en robot, som en neural styrenhet, är optimerad mot ett beteendemål (till exempel springa så fort som möjligt). Vanligtvis utvärderas konstruktioner i simuleringar eftersom att tillverka tusentals eller miljontals konstruktioner och testa dem i den verkliga världen är oöverkomligt dyrt i termer av tid, pengar och säkerhet.
Ett evolutionärt robotexperiment börjar med en population av slumpmässigt genererade robotexemplar. De sämst presterande alternativen kasseras och ersätts med mutationer och/eller kombinationer av de bättre konstruktionerna. Den här evolutionära algoritmen fortsätter tills en förutbestämd tid förflutit eller något målprestandamått uppnås.
Evolutionära robotteknikmetoder är särskilt användbara för att konstruera maskiner som måste fungera i miljöer där människor har begränsad intuition (nanoskala, rymden, etc.). Utvecklade simulerade robotar kan också användas som vetenskapliga verktyg för att generera nya hypoteser inom biologi och kognitionsvetenskap, och för att testa gamla hypoteser som kräver experiment som visat sig vara svåra eller omöjliga att genomföra i verkligheten.

## Historik
I början av 1990-talet visade två separata europeiska grupper olika strategier för utvecklingen av robotstyrsystem. Dario Floreano och Francesco Mondada vid EPFL utvecklade styrenheter för Khepera-roboten. Adrian Thompson, Nick Jakobi, Dave Cliff, Inman Harvey och Phil Husbands utvecklade kontroller för en Gantry-robot vid University of Sussex. Men kroppen av dessa robotar var förutsatt före evolutionen.
De första simuleringarna av utvecklade robotar rapporterades av Karl Sims och Jeffrey Ventrella från MIT Media Lab, också i början av 1990-talet. Men dessa så kallade virtuella varelser lämnade aldrig sina simulerade världar. De första utvecklade robotarna som byggdes i verkligheten 3D-printades av Hod Lipson och Jordan Pollack vid Brandeis University i början av 2000-talet.